# Lucas Senoner
Lucas Senoner (ur. 15 stycznia 1983 w Santa Cristina Gherdëina) – włoski narciarz alpejski, dwukrotny medalista mistrzostw świata juniorów.

## Kariera
Po raz pierwszy na arenie międzynarodowej Lucas Senoner pojawił się 2 grudnia 1998 roku w St. Vigglio, gdzie w zawodach FIS Race nie ukończył pierwszego przejazdu w slalomie. W 2002 roku wystartował na mistrzostwach świata juniorów w Tarvisio, gdzie jego najlepszym wynikiem było piąte miejsce w tej samej konkurencji. Podczas rozgrywanych rok później mistrzostw świata juniorów w Briançonnais zdobył dwa medale. Najpierw zajął trzecie miejsce w slalomie, w którym wyprzedzili go tylko dwaj Szwajcarzy: Marc Berthod oraz Daniel Albrecht. Następnie zdobył srebrny medal w kombinacji, rozdzielając na podium Daniela Albrechta i Austriaka Christiana Flaschbergera.
W zawodach Pucharu Świata zadebiutował 21 grudnia 2003 roku w Alta Badia, gdzie nie zakwalifikował się do drugiego przejazdu giganta. Pierwsze pucharowe punkty wywalczył nieco ponad rok później, 29 grudnia 2004 roku w Alta Badia, zajmując piętnaste miejsce w tej samej konkurencji. Najlepsze wyniki osiągał w sezonie 2004/2005, kiedy zajął 73. miejsce w klasyfikacji generalnej. Nie brał udziału w igrzyskach olimpijskich ani mistrzostwach świata. Dwukrotnie zdobywał mistrzostwo Włoch: w latach 2007 i 2008 był najlepszy w slalomie.

## Osiągnięcia

### Mistrzostwa świata juniorów
| Miejsce | Dzień     | Rok  | Miejscowość  | Konkurencja | Czas biegu  | Strata  | Zwycięzca                      |
| ------- | --------- | ---- | ------------ | ----------- | ----------- | ------- | ------------------------------ |
| 28.     | 27 lutego | 2002 | Tarvisio     | Zjazd       | 1:26,85 min | +2,51 s | Adam Cole                      |
| 29.     | 28 lutego | 2002 | Tarvisio     | Supergigant | 1:25,02 min | +2,71 s | Peter Fill                     |
| 8.      | 2 marca   | 2002 | Tarvisio     | Slalom      | 1:30,46 min | +1,53 s | Steven Nyman                   |
| 10.     | 3 marca   | 2002 | Tarvisio     | Kombinacja  | 11,77 pkt   | ?       | Aksel Lund Svindal             |
| 17.     | 4 marca   | 2003 | Briançonnais | Zjazd       | 1:09,49 min | +1,24 s | Daniel Albrecht                |
| 19.     | 5 marca   | 2003 | Briançonnais | Supergigant | 1:17,10 min | +1,40 s | François Bourque               |
| 22.     | 7 marca   | 2003 | Briançonnais | Gigant      | 2:02,72 min | +2,57 s | Daniel Albrecht Mario Scheiber |
| 3.      | 8 marca   | 2003 | Briançonnais | Slalom      | 1:33,74 min | +0,39 s | Marc Berthod                   |
| 2.      | 8 marca   | 2003 | Briançonnais | Kombinacja  | 2,01 pkt    | -       | Daniel Albrecht                |

### Puchar Świata

#### Miejsca w klasyfikacji generalnej
- sezon 2004/2005: 73.
- sezon 2005/2006: 117.

#### Miejsca na podium
Senoner nie stawał na podium zawodów PŚ.